# 浦上栄
浦上 栄（うらがみ さかえ、1882年 - 1971年）は、日置流印西派の弓道家。岡山県出身。弓道範士10段。

## 経歴
1917年より早稲田大学弓術師範を務め、稲垣源四郎などを教えた。
義理の娘に浦上博子十段がいる。